# Gonna Love Ya (Avicii-sang)
Gonna Love Ya er en single af den svenske DJ Avicii, med vokaler fra den svenske sanger Sandro Cavazza. Singlen er den sjette og sidste fra Aviciis andet studiealbum, Stories, der blev udgivet den 2. oktober 2015, dagen efter Gonna Love Ya blev udgivet, den 1. oktober 2015. Gonna Love Ya er skrevet af Tim Bergling (Avicii), Alessandro Cavazza, Dhani Lennevald, Marcus Thunberg Wessel og Ash Pournouri. Gonna Love Ya havde stor succes i Sverige, hvor den var nummer 3 på sverigetopplistan, og den fik også 3xplatin.

## Baggrund
Bergling spillede Gonna Love Ya for første gang ved Tomorrowland i 2015. Sangen er sunget af Sandro Cavazza, der senere hen blev kendt for at synge på sangen "Without You" fra EP'en Avīci (01) i 2017. Ved sangens udgivelse beskrev Music Times sangen som en Kygo-inspireret tropical house sang.